# Maisonnay
Maisonnay – miejscowość i gmina we Francji, w regionie Nowa Akwitania, w departamencie Deux-Sèvres.
Według danych na rok 1990 gminę zamieszkiwało 266 osób, a gęstość zaludnienia wynosiła 51 osób/km² (wśród 1467 gmin regionu Poitou-Charentes Maisonnay plasuje się na 743. miejscu pod względem liczby ludności, natomiast pod względem powierzchni na miejscu 1063.).